# Alias (fumetto)
Alias è una serie a fumetti realizzata da Renato Queirolo e dalla disegnatrice Anna Brandoli nel 1987. Venne edita in Francia dalla Glénat e in Italia dalla Comic Art sulla rivista omonima.

## Trama
Alias è un alchimista che, insieme a dei compari, deve compiere un furto nella Amsterdam del XVII secolo; i loro piani sono oggetto d’interesse di Sua Eminenza.